# Kościół św. Marii Magdaleny w Wójtowicach
Kościół św. Marii Magdaleny w Wójtowicach – zabytkowy kościół w Wójtowicach, w powiecie kłodzkim.
Kościół parafialny z 1870.